# Відад
«Відад» (араб. نادي الوداد الرياضي;фр. Wydad Athletic Club) або просто ВАК — марокканський футбольний клуб з Касабланки. Виступає в чемпіонаті Марокко з футболу. Заснований в 1937 році. Домашні матчі проводить на стадіоні «Мохамед V», місткістю 67 000 глядачів.

## Історія
«Відад» є одним із трьох флагманів клубного футболу Марокко разом із «Раджею» та «ФАРом». За кількістю виграних національних першостей (12 разів, не враховуючи першостей, які проводилися до здобуття Марокко незалежності (5)) «Червоні» йдуть на 1 місці, відстаючи на один титул від столичного клубу «ФАР». На початку 90-х років «Відад Касабланка» був одним із найсильніших північно-африканських клубів — в 1992 році виграв Кубок чемпіонів, в 1994 році — Клубний чемпіонат Азії та Африки, не враховуючи двох міжнародних клубних змагань, розігруваних між арабськими клубами. Останній міжнародний успіх «Червоних» датується 2002 роком, коли було здобуто Кубок володарів Кубків, який розігривався в передостаннє.

## Досягнення

### Місцеві
- Чемпіон Марокко (22): 1956/57, 1965/66, 1968/69, 1975/76, 1976/77, 1977/78, 1985/86, 1989/90, 1990/91, 1992/93, 2005/06, 2009/10, 2014/15, 2016/17, 2018/19, 2020/21, 2022/23

- Володар Кубку Марокко (9): 1970, 1978, 1979, 1981, 1989, 1994, 1997, 1998, 2001

### Міжнародні
- Ліга чемпіонів КАФ (3)
  - Переможець: 1992, 2017, 2021/22

- Кубок володарів Кубків КАФ (1)
  - Переможець: 2002

- Клубний чемпіонат Азії та Африки (1)
  - Переможець: 1993

- Арабська ліга чемпіонів (1)
  - Переможець: 1989

- Арабський Суперкубок (1)
  - Переможець: 1990

- Чемпіонат Північної Африки (3)
  - Переможець : 1948, 1949, 1950

- Кубок Північної Африки (1)
  - Переможець: 1949